# Thereuopodina queenslandica
Thereuopodina queenslandica är en mångfotingart som beskrevs av Karl Wilhelm Verhoeff 1925. Thereuopodina queenslandica ingår i släktet Thereuopodina och familjen spindelfotingar.

## Underarter
Arten delas in i följande underarter:
- T. q. queenslandica
- T. q. simplex